# The
the — означений артикль в англійській мові. Використовується на письмі й у вимові, призначений визначати поняття, іменники як частини мови (або іменникові словосполучення) як такі, що означають конкретний предмет (поняття) в контексті поточного наративу, на відміну від загального поняття, яке означає використане слово (для окреслення неозначеності використовується неозначений артикль a/an). В реченні виступає замінником прикметників або займенників (цей тощо… (англ. this, that, thouse…).